# 拉尔讷
拉尔讷（荷蘭語：Laarne，荷蘭語發音：[ˈlaːrnə]）是比利时弗拉芒大區东佛兰德省登德爾蒙德區的一个市镇，通行荷蘭語，是弗拉芒社群的一部分，面积32.07平方千米，人口12,487人（2018年1月1日）。